# Hyblaea genuina
Hyblaea genuina is een vlinder uit de familie Hyblaeidae. De wetenschappelijke naam van deze soort is voor het eerst geldig gepubliceerd in 1856 door Wallengren.
De soort komt voor in tropisch Afrika.